# Antoni Mehl
Antoni Mehl (ur. 1905 w Dobrzeniu Wielkim, zm. 25 marca 1967 we Wrocławiu) − polski rzeźbiarz, grafik i rysownik. Uczestnik 3. powstania śląskiego.

## Życiorys
W 1923 rozpoczął studia w Państwowej Akademii Sztuki i Rzemiosła Artystycznego we Wrocławiu. Po odbyciu dwuletniej służby wojskowej w pruskim wojsku nielegalnie przekroczył granicę polską i kontynuował studia w Krakowie pod kierunkiem Xawerego Dunikowskiego. Dyplom krakowskiej ASP uzyskał w 1936. Po uzyskaniu obywatelstwa polskiego osiadł w Krakowie. Był więziony w czasie wojny. Po II wojnie światowej mieszkał z żoną malarką Katarzyną w Opolu. Od 1947 kierował pracownią rzeźby we Wrocławskiej PWSSP. Pochowany na Cmentarzu Grabiszyńskim we Wrocławiu.
W 2003 Muzeum Narodowe we Wrocławiu zorganizowało wystawę "Rzeźba, grafika, rysunki", na której zaprezentowano prace rodziny Mehlów: Antoniego, Katarzyny i córki Ewy. Muzeum otrzymało z tej okazji w darze 14 rzeźb w gipsie, 11 odlewów z brązu oraz 290 rysunków. Ofiarodawcami byli Dagmara Onichimowska i Piotr Wieczorek.

## Rzeźby
- Jezus upada po raz drugi, 1938 (Kalwaria Panewnicka)
- Witek, 1956
- Głowa Żydówki, 1937 (odlew 2002)